# Pomaknuto
Pomaknuto sedmi je studijski album zagrebačkog rock glazbenika Drage Mlinarca, koji izlazi 1983.g. Album snima 1982.g. u Švedskoj, a objavljuje je ga početkom sljedeće godine. Producent je Tini Varga, a na snimanju sudjeluju švedski glazbenici i Josip Kraš na klavijaturama, dok je Mlinarec svirao bas-gitaru. Ovim albumom Mlinarec najavljuje povlačenje iz glazbenog i javnog života.

## Popis pjesama
1. "Volim ih" (4:05)
2. "Žice i antene" (4:09)
3. "Kriza" (3:38)
4. "Urlik skrutten" (8:30)
5. "Opera" (4:44)
6. "Plastiku ljubim" (4:22)
7. "Što bi bilo da te nema" (5:50)
8. "2 u 8,5 do 8" (4:41)

## Izvođači
- Zoran Kraš - pianino, Yamaha SK20 sintisajzer
- Tinnie Varga - električna gitara, Roland gitara sintisajzer, bas-gitara, udaraljke, akustična gitara
- Drago Mlinarec - prvi vokal, akustična gitara, električna gitara, usna harmonika, udaraljke, bas-gitara, bubnjevi
- Per Frykedal - bubnjevi
- Goran Nilsson - saksofon

## Vanjske poveznice
- Diskografija Drage Mlinarca